# Plaza de la Ciudadanía (Santiago de Chile)
Der Plaza de la Ciudadanía (Platz der Staatsbürgerschaft) ist ein Platz im Zentrum der Stadt Santiago de Chile.

## Lage
Der Platz befindet sich auf der Rückseite des La-Moneda-Palastes, dem chilenischen Präsidentenpalast. Er hat eine rechteckige Form und wird auf seiner Südseite von der Avenida Libertador General Bernardo O’Higgins (besser bekannt als La Alameda), im Westen von der Teatinos-Straße und im Osten von der Morandé-Straße umgeben. Vor dem Platz in der Mitte des Mittelstreifens der La Alameda steht die „Zweihundertjahrfeierflagge“ (span. Bandera Bicentenario), eine monumentale Flagge mit einer Länge von 27 Metern und einer Breite von 18 m, die zum Gedenken an die zweihundertjährige Unabhängigkeit des Landes gehisst wird. Trotz der bestehenden Aufteilung nach Verkehrswegen gilt dieser Raum als Teil des Platzes.
Im südlichsten Teil des Platzes befindet sich die Krypta von Bernardo O’Higgins sowie seine Reiterstatue und die Reiterstatue von José Miguel Carrera, die beide als die Vorkämpfer der Unabhängigkeit des Landes gelten.
Das Innere und der Rand des Platzes werden von der Carabineros-Palastgarde bewacht, wo diese Eliteeinheit der Polizei auch einige Aktivitäten für die breite Öffentlichkeit durchführt, wie Märsche und Musikdarbietungen.

## Geschichte
Der ursprüngliche Name des Platzes war „Plaza de la Libertad“ (Platz der Freiheit), der von Carlos Ibáñez del Campo als kleiner Platz eingeweiht wurde. Er wurde zwischen La Alameda und La Moneda entworfen, der nur einen Brunnen als zentrales dekoratives Element sowie eine Rasenfläche um ihn herum hatte.
Auf dem Platz wurden zwei Denkmäler für die Präsidenten der Nation errichtet:
- Denkmal für Arturo Alessandri (eingeweiht am 9. November 1958)
- Denkmal für Patricio Aylwin (eingeweiht am 30. November 2022)

Im 2004 wurden die beiden Außenplätze von La Moneda, der Plaza de la Constitución und der Plaza de la Ciudadanía, umgestaltet. Der Entwurf für den Umbau stammt vom chilenischen Architekten Cristián Undurraga und die Bauarbeiten waren in zwei Phasen unterteilt: Die erste wurde am 23. Dezember 2005 eingeweiht und die zweite Phase am 9. März 2006. Bei der Umgestaltung wurde ein großer Brunnen eingebaut, der gleichzeitig als Oberlicht für das Centro Cultural Palacio La Moneda dient, ein Kulturzentrum im Untergeschoss des Platzes. Diese Bauarbeiten waren Teil des „zweihundertjährigen Erbes“, um an die zweihundertjährige Unabhängigkeit Chiles im 2010 zu erinnern.
Im sportlichen Bereich wurde der Platz als Start- und Zielpunkt des Santiago-Marathons bestimmt.